# Сакатлан
Сакатла́н (исп. Zacatlán) — город в Мексике, штат Пуэбла, административным центр одноимённого муниципалитета. Численность населения, по данным переписи 2010 года, составила 33 736 человек.

## Топонимика
Название Zacatlán с языка науатль можно перевести как место, изобилующее фуражом.

## История
Город был основан в 1562 году, при переселении жителей Тенамитека и Сан-Педро-Атматлы, завоёванных испанскими конкистадорами во главе с Эрнаном Лопесом де Авилой в период с 1522 по 1524 годы.
В 1661 году в городе был построен франсисканский монастырь.
11 декабря 1847 года Сакатлан получил статус города.

## Галерея

Сакатлан в кадре
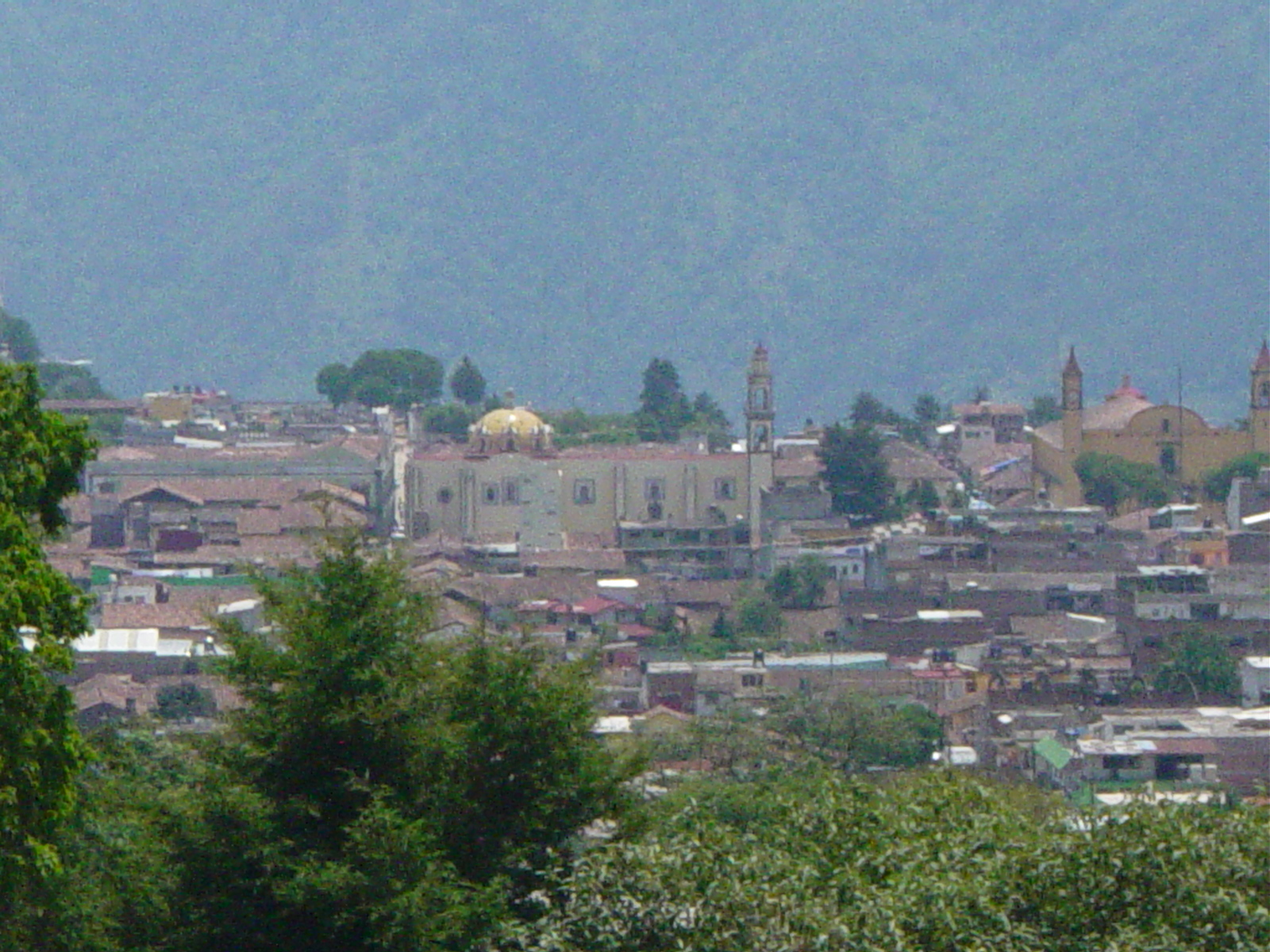
Вид на центр города
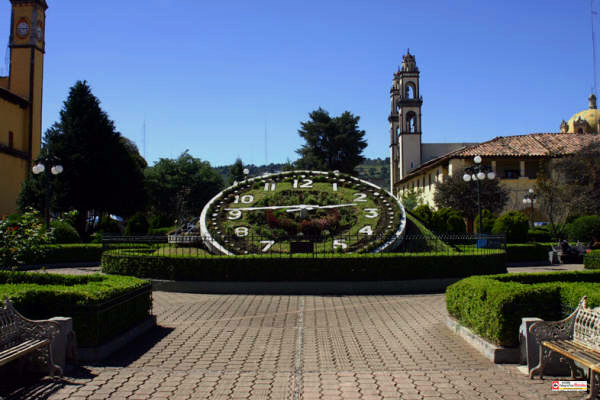
Цветочные часы
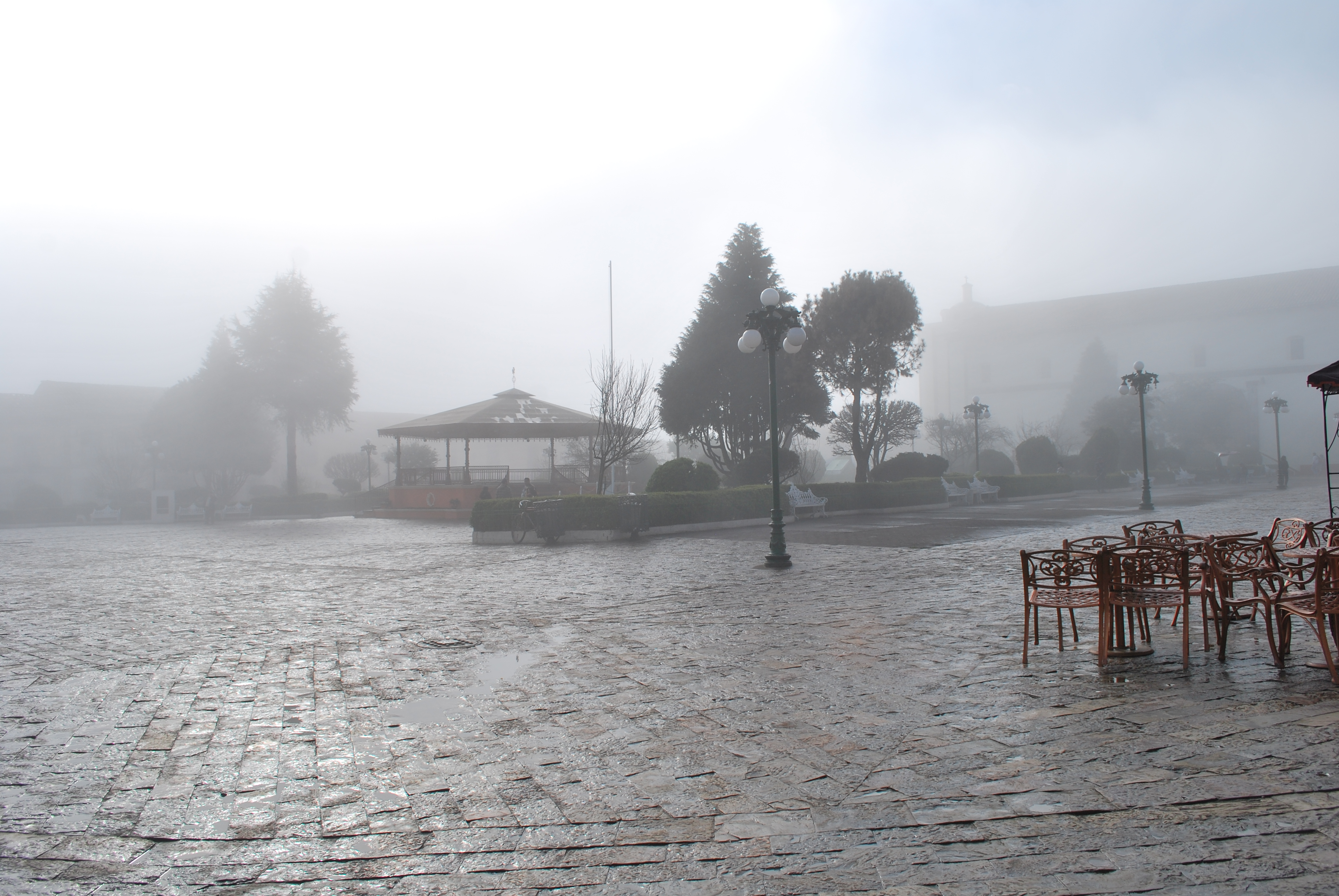
Центральная площадь ранним утром
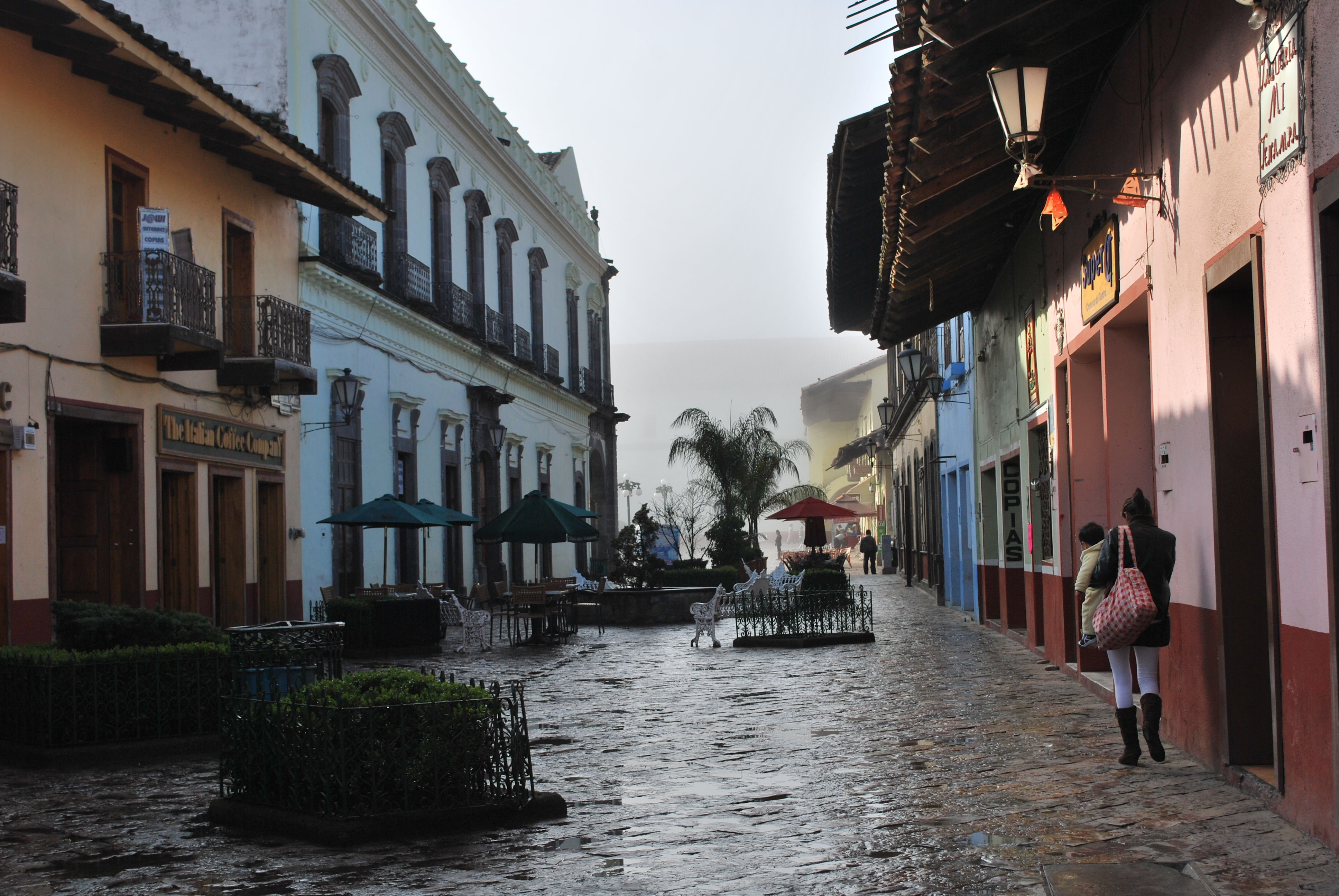
Одна из городских улочек
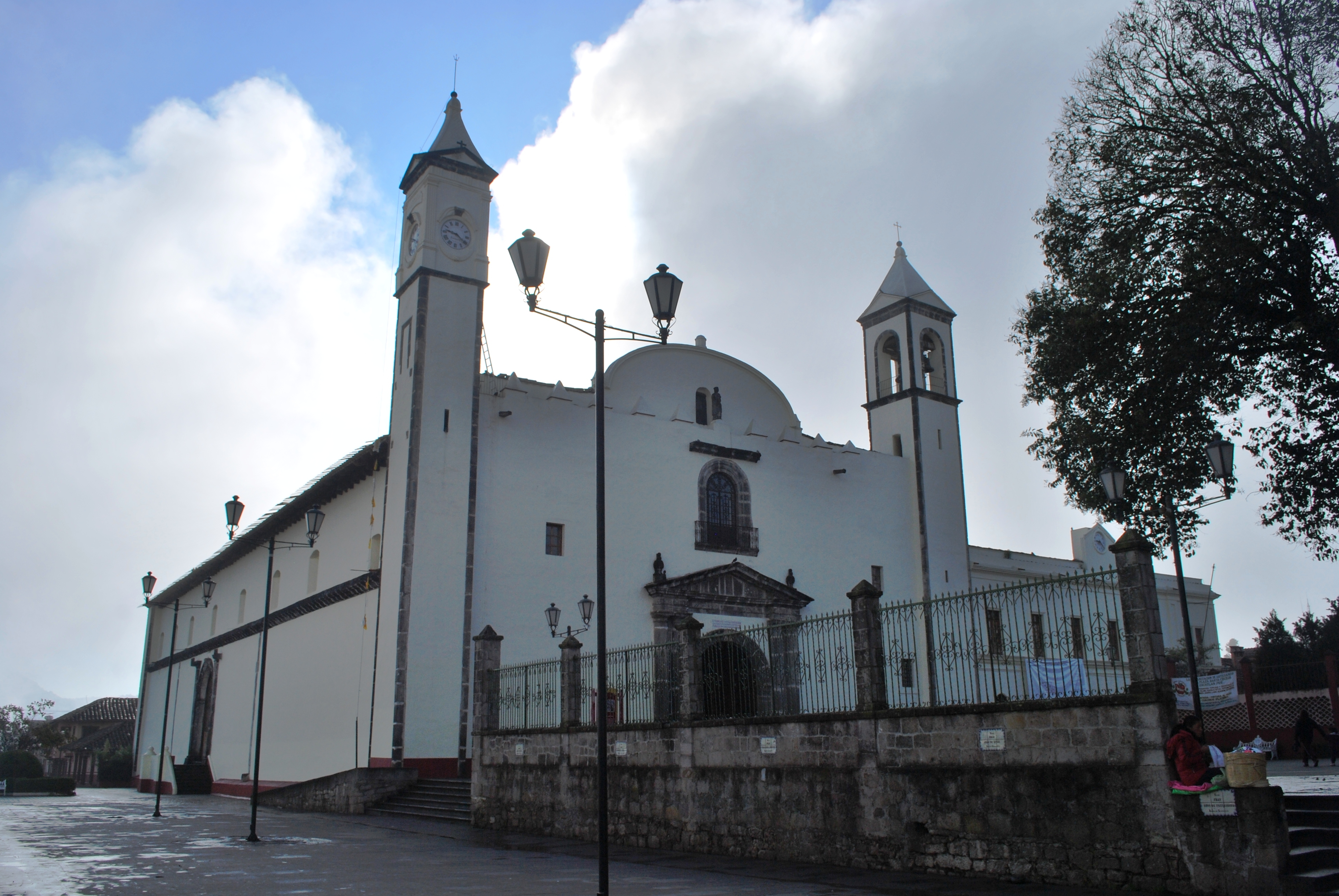
Франсисканский монастырь
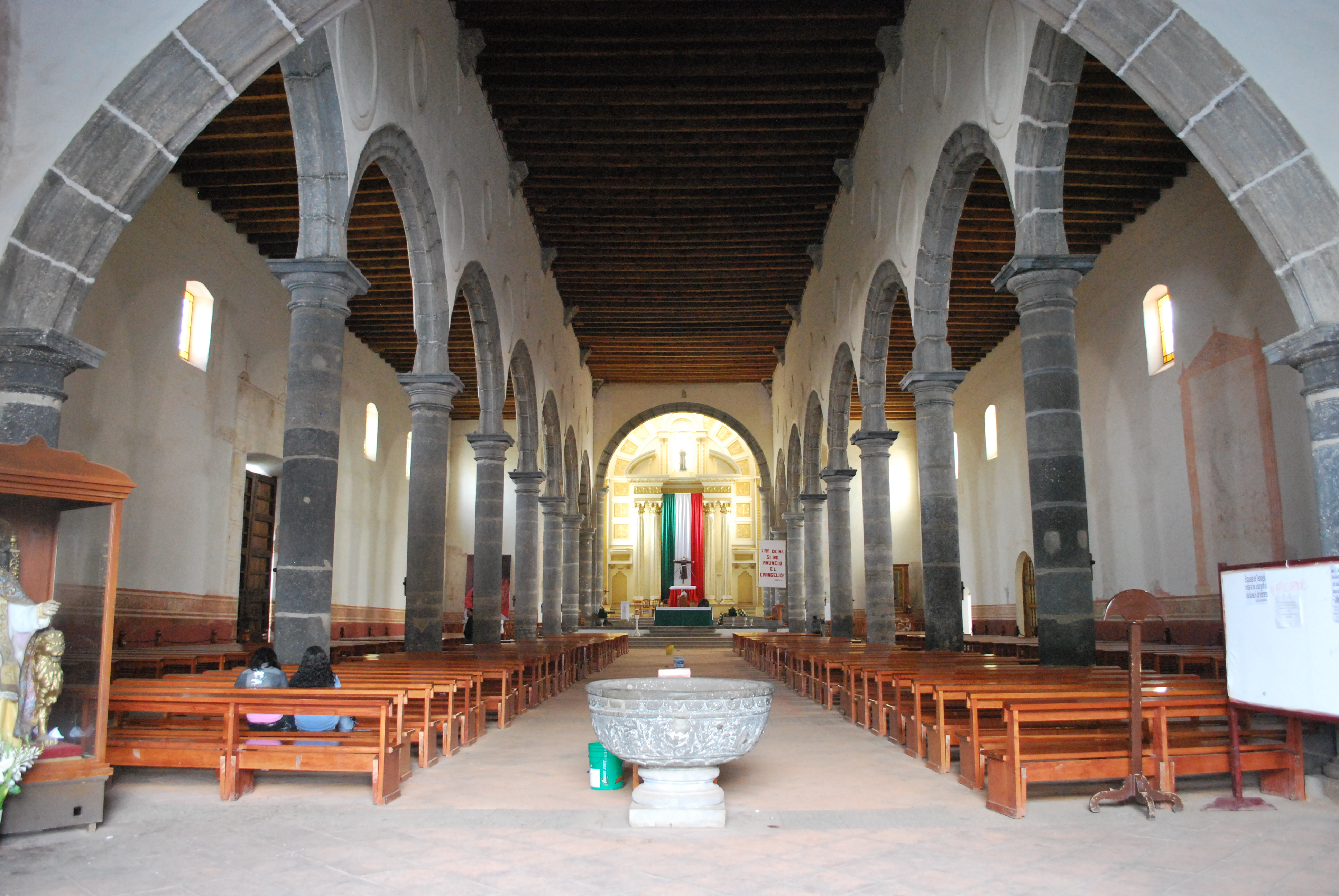
Франсисканский монастырь внутри